# Marathon van Londen 1996
De Londen Marathon 1996 werd gelopen op zondag 21 april 1996. Het was de zestiende editie van de Londen Marathon. De Mexicaan Dionicio Cerón finishte, evenals in de twee voorafgaande jaren, als eerste bij de mannen in 2:10.00. De Schotse Liz McColgan was in 2:27.54 het snelst van alle vrouwen.

## Uitslagen
Mannen
| rang   | naam               | land | tijd    |
| ------ | ------------------ | ---- | ------- |
| Goud   | Dionicio Cerón     | MEX  | 2:10.00 |
| Zilver | Vincent Rousseau   | BEL  | 2:10.26 |
| Brons  | Paul Evans         | ENG  | 2:10.40 |
| 4      | Jackson Kabiga     | KEN  | 2:10.43 |
| 5      | Antonio Serrano    | ESP  | 2:10.55 |
| 6      | Domingos Castro    | POR  | 2:11.12 |
| 7      | Eddy Hellebuyck    | BEL  | 2:11.53 |
| 8      | Benson Masya       | KEN  | 2:12.43 |
| 9      | Gary Staines       | ENG  | 2:12.54 |
| 10     | Tesfaye Bekele     | ETH  | 2:14.37 |
| 11     | Germán Silva       | MEX  | 2:14.49 |
| 12     | Jose-Ramon Torres  | ESP  | 2:16.57 |
| 13     | Jose Duarte        | MEX  | 2:16.59 |
| 14     | Jose Castillo      | PER  | 2:17.59 |
| 15     | Pamenos Ballantyne | VIN  | 2:18.21 |
| 16     | Markku Hilden      | FIN  | 2:18.36 |
| 17     | Anatoliy Archakov  | RUS  | 2:19.04 |
| 18     | Mark Hudspith      | ENG  | 2:19.25 |
| 19     | Thabiso Moqhali    | LES  | 2:19.35 |
| 20     | Hajime Nakatomi    | JPN  | 2:20.27 |
| 21     | Thierry Constantin | SUI  | 2:20.38 |
| 22     | Jerome Claeys      | BEL  | 2:21.47 |
| 23     | Richard Mulligan   | IRL  | 2:21.52 |
| 24     | Jose Apalanza      | ESP  | 2:22.04 |
| 25     | William Foster     | ENG  | 2:22.13 |

Vrouwen
| rang   | naam                | land | tijd    |
| ------ | ------------------- | ---- | ------- |
| Goud   | Liz McColgan        | SCO  | 2:27.54 |
| Zilver | Joyce Chepchumba    | KEN  | 2:30.09 |
| Brons  | Malgorzata Sobanska | POL  | 2:30.17 |
| 4      | Angelina Kanana     | KEN  | 2:30.25 |
| 5      | Anita Håkenstad     | NOR  | 2:31.07 |
| 6      | Alina Ivanova       | RUS  | 2:32.09 |
| 7      | Renata Kokowska     | POL  | 2:32.46 |
| 8      | Firiya Sultanova    | RUS  | 2:32.50 |
| 9      | Jane Salumäe        | EST  | 2:33.18 |
| 10     | Elena Mazovka       | BLR  | 2:33.58 |
| 11     | Serap Aktas         | TUR  | 2:34.00 |
| 12     | Janeth Mayal        | BRA  | 2:35.33 |
| 13     | Hellen Kimaiyo      | KEN  | 2:36.12 |
| 14     | Sally Eastall       | ENG  | 2:38.59 |
| 15     | Danielle Sanderson  | ENG  | 2:39.46 |
| 16     | Lale Ozturk         | TUR  | 2:43.23 |
| 17     | Catherina Smyth     | IRL  | 2:43.49 |
| 18     | Tracy Swindell      | ENG  | 2:44.49 |
| 19     | Zina Marchant       | ENG  | 2:45.42 |
| 20     | Sandra Branney      | SCO  | 2:46.19 |
| 21     | Debbie Percival     | ENG  | 2:48.49 |
| 22     | Nurten Tasdemir     | TUR  | 2:50.28 |
| 23     | Mary Braverman      | USA  | 2:51.06 |
| 25     | Jackie Newton       | WAL  | 2:51.59 |

1981 ·
1982 ·
1983 ·
1984 ·
1985 ·
1986 ·
1987 ·
1988 ·
1989 ·
1990 ·
1991 ·
1992 ·
1993 ·
1994 ·
1995 ·
1996 ·
1997 ·
1998 ·
1999 ·
2000 ·
2001 ·
2002 ·
2003 ·
2004 ·
2005 ·
2006 ·
2007 ·
2008 ·
2009 ·
2010 ·
2011 ·
2012 ·
2013 ·
2014 ·
2015 ·
2016 ·
2017